# Station Kragerø
Station Kragerø is een voormalig station in Kragerø in fylke Telemark in Noorwegen. Het station werd geopend in 1927, in 1989 werd het gesloten. Het stationsgebouw werd ontworpen door Gudmund Hoel en Eivind Gleiditsch. Bij de opening was Kragerø het eindpunt van Sørlandsbanen, later van Kragerøbanen. Het gebouw is sinds 2020 eigendom van DNB.